# Давлятов Бакір Рахімович
Бакір Рахімович Давлятов (10 (23) травня 1915 — 31 березня 1982) — старший сержант Робітничо-селянської Червоної армії, учасник Другої світової війни, Герой Радянського Союзу (1944).

## Біографія
Бакір Давлятов народився 10 (23) травня 1915 року в селі Староамірово (нині — Благоварський район Башкортостану) в сім'ї селянина.
Татарин. Отримав неповну середню освіту.
З 15 років працював на різних будівництвах СРСР.
З 1936 року проживав в місті Регар Таджицької РСР, працював в колгоспі «Перше Травня» Регарського району.
У 1937—1940 роках Давлятов проходив службу в Робітничо-селянської Червоної армії. Демобілізувавшись, працював заступником голови колгоспу.
У листопаді 1941 року Давлятов повторно покликаний в армію. З жовтня 1942 року — на фронтах Другої світової війни. До вересня 1943 року гвардії старший сержант Бакір Давлятов був першим номером розрахунку станкового кулемета 4-го ескадрону 60-го гвардійського кавалерійського полку 16-ї гвардійської кавалерійської дивізії 7-го гвардійського кавалерійського корпусу 61-ї армії Центрального фронту.
В 1943 році вступив у комуністичну партію.
Відзначився за час битви за Дніпро.
Під час боїв на дніпровському плацдармі у складі групи з трьох людей брав участь у нічному радіопошуку у тилі противника, у ході якого був захоплений шофер німецької вантажівки, на наступний день відзначився у ході боя у районі Березново — при відображенні німецької контратаки кулеметний розрахунок Давлятова знищив понад 20 солдатів противника і вів вогонь по німецьких літаках, що атакували радянські позиції.
28 вересня 1943 року Давлятов зі своїм разрахунком в числі перших в ескадроні переправились через Дніпро в районе села Вялле Брагінського району Гомельської області Білоруської РСР. Кулеметним вогнем він подавив ворожу вогневу точку, що сприяло успішному просуванню вперед усього ескадрону. 29 вересня 1943 року в ході бою за село Галки Давлятов, висунувшись з кулеметом вперед, знищив групу солдатів противника, забезпечивши успішне визволення села. В бою його кулемет вийшов з ладу, проте Давлятов продолжив вести вогонь з гвинтівки.
Указом Президії Верховної Ради СРСР від 15 січня 1944 року за зразкове виконання бойових завдань командування і проявлені мужність і героїзм у боях з німецькими загарбниками, гвардії старший сержант Бакір Давлятов удостоєний високого звання Героя Радянського Союзу з врученням ордена Леніна і медалі «Золота Зірка».
8 січня 1944 року в бою біля міста Мозир Давлятов отримав важке поранення і позбувся обох ніг.
Після довгого лікування демобілізований з армії по інвалідності.
Проживав і працював у місті Регар Таджицької РСР, працював завідувачем Регарського відділу соціального забезпечення.
Помер 31 березня 1982 року, похований у місті Турсунзаде.

## Пам'ять
В честь Давлятова названа школа № 98 в Турсунзаде.
2 травня 2015 року в середній школі № 98 в Турсунзаде в рамках святкування 70-річчя Перемоги відбулися урочисті заходи та встановлено погруддя, присвяченого пам'яті Героя Радянського Союзу Бакіру Давлятову.

## Нагороди
- Орден Леніна (15.01.1944).
- Зірка Героя Радянського Союзу № 4641 (15.01.1944)[4].
- Орден Вітчизняної війни I ступеня (1945) — за збитий кулеметним вогнем німецький винищувач.
- Орден Червоної Зірки (06.10.1943)[5].
- Медаль «За відвагу» (12.12.1942)[6].
- Медалі.